# パレスチナ人民連帯国際デー

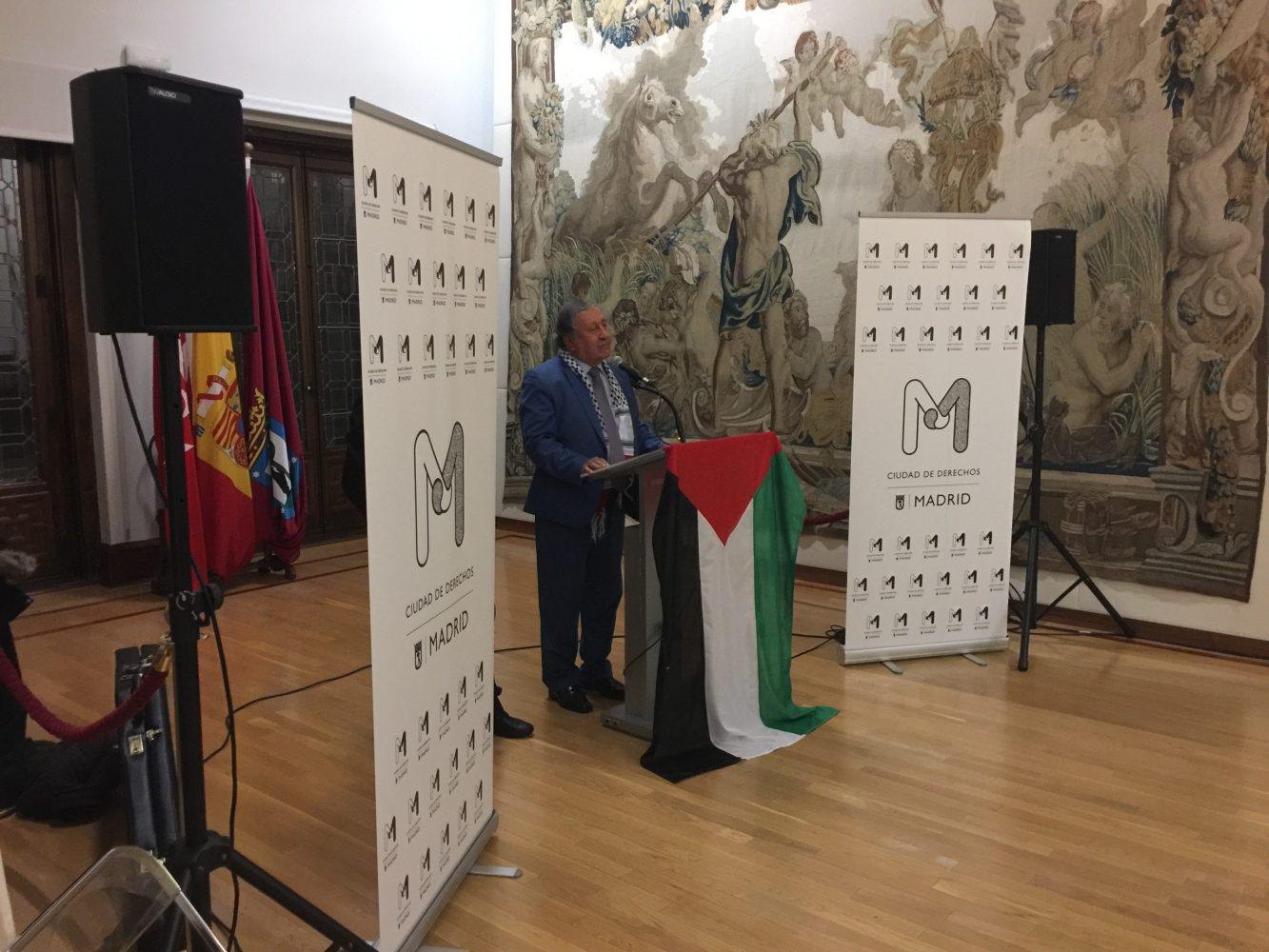
スペイン・マドリードで2017年に開かれたパレスチナ人民連帯国際デーの記念行事の様子。写真の人物、ムサ・アーメル・オデー（Musa Amer Odeh）は、パレスチナ大使である。

パレスチナ人民連帯国際デー（パレスチナじんみんれんたいこくさいデー、英語: International Day of Solidarity with the Palestinian People）は、国際デーの1つ。アメリカ・ニューヨークの国際連合本部、スイス・ジュネーヴやオーストリア・ウィーンの国連事務局などで。パレスチナ分割決議が採択された11月29日に毎年祝われるのが通常であるが、2003年は12月1日に行われた。
この国際デーは1977年12月2日の国際連合総会決議32/40 Bで11月29日と定められ、同じ決議でパレスチナ問題の起源と展開の研究の着手が提案され、1978年に開始した。1979年12月12日の決議34/65 Dで、記念切手の発行が要求された。2012年の国際連合総会ではパレスチナを国際連合総会オブザーバーに格上げすることについて投票が行われ、賛成138票、反対9票、棄権41票で承認され決議67/19となった。
特別な祝賀行事はパレスチナ人民の不可侵の権利行使に関する委員会が諮問し、国際連合パレスチナ人権部が主催する。毎年、国際連合事務総長がこの日に合わせてメッセージを寄せる。日本では2014年11月26日にパレスチナ人民連帯の国際年（英語: International Year of Solidarity with the Palestinian People）とパレスチナ人民連帯国際デーを記念し国際連合広報センター主催のシンポジウム（映画『オマール、最後の選択』を上映）を立教大学池袋キャンパスで開催し、2018年11月29日には短編映画『ガザのある一夜』を上映する記念イベントをアップリンク渋谷で開催する。